# John Potter Stockton
John Potter Stockton (ur. 2 sierpnia 1826 w Princeton, New Jersey, zm. 22 stycznia 1900 w Nowym Jorku) – amerykański prawnik, dyplomata i polityk.
John Potter Stockton urodził się 2 sierpnia 1826 w Princeton, New Jersey. Edukację zdobywał w prywatnych szkołach. W 1843 roku ukończył studiować prawo na College of New Jersey (obecnie Uniwersytet Princeton). W 1846 roku został przyjęty do palestry i zaczął pracować jako prawnik w Princeton i Trenton w stanie New Jersey.
W latach 1858–1861 był ambasadorem Stanów Zjednoczonych we Włoszech. W 1865 roku został wybrany do Senatu Stanów Zjednoczonych. Jednak wyniki wyborów zostały podważone i rok później senat ogłosił, że jego miejsce jest nieobsadzone. Później został ponownie wybrany do Senatu z ramienia Partii Demokratycznej, gdzie służył w latach 1869–1875.
Po ukończeniu kadencji w senacie powrócił do pracy jako prawnik. W latach 1877–1897 był prokuratorem generalnym stanu New Jersey.
Zmarł 22 stycznia 1900 w Nowym Jorku. Pochowany jest na cmentarzu w Princeton, New Jersey.
Pochodził z wpływowej rodziny w stanie New Jersey. Jego pradziadek, Richard Stockton był jednym z sygnatariuszy deklaracji niepodległości Stanów Zjednoczonych oraz reprezentował stan New Jersey na Kongresie Kontynentalnym. Z kolei jego dziadek, także Richard Stockton, reprezentował stan New Jersey najpierw w Senacie Stanów Zjednoczonych, a później w Izbie Reprezentantów Stanów Zjednoczonych. Wreszcie, jego ojciec, Robert Field Stockton, także był senatorem Stanów Zjednoczonych z New Jersey.